# Robert Altman
Robert Bernard Altman (n. 20 februarie 1925, Kansas City, Missouri – d. 20 noiembrie 2006, Los Angeles, California) a fost un regizor american și scenarist, cunoscut pentru filmele sale extrem de naturaliste, dar cu o perspectivă stilizată.

## Biografie
Cu o carieră longevivă întinsă pe 50 de ani, Robert Altman ți-a început cariera scriind scenarii și lucrând pentru televiziune. Filmele lui fiind cele mai lăudate deoarece cuprind imagini caleidoscopice ale Americii de zi cu zi. Cel mai mare succes al său a fost sumbra sa comedie M*A*S*H apărută în anul 1970. În 2006, Academia de Arte și Științe Cinematografice (Academy of Motion Picture Arts and Sciences) i-a recunoscut munca sa de-o viață, cu un Premiu Oscar Onorific al Academiei (Academy Honorary Award).

## M*A*S*H
Filmele sale MASH (1970), McCabe și doamna Miller (1971, McCabe and Mrs. Miller) și Nashville (1975) au fost selectate pentru păstrare în Registrul Național de Film din Statele Unite ale Americii.
A murit în 2006 de leucemie în California.

## Filmografie

### Scurte
| An   | Film                     | Note                                                |
| ---- | ------------------------ | --------------------------------------------------- |
| 1949 | Honeymoon for Harriet    | Film scurt industrial: International Harvester      |
| 1951 | Modern Football          | Film scurt industrial: Official Sports Film Service |
| 1951 | The Dirty Look           | Film scurt industrial: Gulf Oil                     |
| 1952 | The Last Mile            | Film scurt industrial: Caterpillar Tractor Company  |
| 1952 | The Sound of Bells       | Film scurt industrial: Goodrich Corporation         |
| 1952 | King Basketball          | Film scurt industrial: Official Sports Film Service |
| 1953 | Modern Baseball          | Film scurt industrial: Official Sports Film Service |
| 1954 | The Builders             | Film scurt industrial: Wire Reinforcement Institute |
| 1954 | Better Football          | Film scurt industrial: Official Sports Film Service |
| 1954 | The Perfect Crime        | Film scurt industrial: Caterpillar Tractor Company  |
| 1955 | The Magic Bond           | Film scurt industrial: Veterans of Foreign Wars     |
| 1965 | The Katherine Reed Story | Documentar scurt                                    |
| 1965 | Pot au feu               | Scurt                                               |
| 1966 | Girl Talk                | ColorSonics Short                                   |
| 1966 | The Party                | ColorSonics Short                                   |
| 1966 | Speak Low                | ColorSonics Short                                   |
| 1966 | Ebb Tide                 | ColorSonics Short                                   |

### Filme artistice
| An   | Film                                                           | Note |
| ---- | -------------------------------------------------------------- | --- |
| 1957 | The Delinquents                                                | |
| 1957 | The James Dean Story                                           | Documentar co-regizor: George W. George |
| 1968 | Countdown                                                      | |
| 1969 | That Cold Day in the Park                                      | |
| 1970 | MASH                                                           | Palme d'Or Kansas City Film Critics Circle Award for Best Director Nominalizare – Academy Award for Directing Nominalizare – BAFTA Award for Best Direction Nominalizare – Directors Guild of America Award for Outstanding Directing - Feature Film Nominalizare – Golden Globe Award for Best Director |
| 1970 | Brewster McCloud                                               | |
| 1971 | McCabe & Mrs. Miller                                           | Nominalizare – Writers Guild of America Award for Best Adapted Screenplay |
| 1972 | Images                                                         | Nominalizare – Palme d'Or Nominalizare – Writers Guild of America Award for Best Original Screenplay |
| 1973 | Rămas bun pentru vecie                                         | |
| 1974 | Thieves Like Us                                                | Nominalizare – Palme d'Or |
| 1974 | California Split                                               | |
| 1975 | Nashville                                                      | Bodil Award for Best Non-European Film Kansas City Film Critics Circle Award for Best Director National Board of Review Award for Best Director National Society of Film Critics Award for Best Director Nominalizare – Academy Award for Directing Nominalizare – César Award for Best Foreign Film Nominalizare – Directors Guild of America Award for Outstanding Directing - Feature Film Nominalizare – Golden Globe Award for Best Director |
| 1976 | Buffalo Bill and the Indians, or Sitting Bull's History Lesson | Golden Bear at Berlin |
| 1977 | 3 Women                                                        | Nominalizare – Palme d'Or |
| 1978 | A Wedding                                                      | Nominalizare – BAFTA Award for Best Direction Nominalizare – BAFTA Award for Best Original Screenplay Nominalizare – César Award for Best Foreign Film Nominalizare – Writers Guild of America Award for Best Original Screenplay |
| 1979 | Quintet                                                        | |
| 1979 | A Perfect Couple                                               | |
| 1980 | HealtH                                                         | |
| 1980 | Popeye                                                         | |
| 1982 | Come Back to the Five and Dime, Jimmy Dean, Jimmy Dean         | |
| 1983 | Streamers                                                      | DVD lansat în 2010 de Shout! Factory |
| 1984 | Secret Honor                                                   | |
| 1984 | O.C. & Stiggs                                                  | lansat în 1987 |
| 1985 | Fool for Love                                                  | Troia International Film Festival Golden Dolphin Nominalizare – Palme d'Or |
| 1987 | Beyond Therapy                                                 | |
| 1987 | Aria                                                           | Segment: Les Boréades Nominalizare – Palme d'Or |
| 1990 | Vincent & Theo                                                 | |
| 1992 | The Player                                                     | BAFTA Award for Best Direction Bodil Award for Best Non-European Film Prix de la mise en scène Italian National Syndicate of Film Journalists Award for Best Foreign Director London Film Critics Circle Award for Best Director New York Film Critics Circle Award for Best Director Southeastern Film Critics Association Award for Best Director Nominalizare – Academy Award for Directing Nominalizare – BAFTA Award for Best Film Nominalizare – Palme d'Or Nominalizare – César Award for Best Foreign Film Nominalizare – Directors Guild of America Award for Outstanding Directing - Feature Film Nominalizare – Golden Globe Award for Best Director                            |
| 1993 | Short Cuts                                                     | Independent Spirit Award for Best Film Independent Spirit Award for Best Screenplay Bodil Award for Best American Film Boston Society of Film Critics Award for Best Screenplay Italian National Syndicate of Film Journalists Award for Best Foreign Director Golden Lion Nominalizare – Academy Award for Directing Nominalizare – Golden Globe Award for Best Screenplay Nominalizare – César Award for Best Foreign Film |
| 1994 | Prêt-à-Porter                                                  | Also lansat ca Ready to Wear |
| 1996 | Kansas City                                                    | Nominalizare – Palme d'Or |
| 1998 | The Gingerbread Man                                            | |
| 1999 | Cookie's Fortune                                               | Nominalizare – Independent Spirit Award for Best Film |
| 2000 | Dr. T & the Women                                              | Nominalizare – Golden Lion |
| 2001 | Gosford Park                                                   | American Film Institute Director of the Year BAFTA Award for Best British Film Evening Standard British Film Award for Best Film Golden Globe Award for Best Director Italian National Syndicate of Film Journalists Award for Best Foreign Director Director New York Film Critics Circle Award for Best Director Robert Award for Best American Film of the Year Nominalizare – BAFTA Award for Best Direction Nominalizare – Academy Award for Directing Nominalizare – Bodil Award for Best American Film Nominalizare – Chicago Film Critics Association Award for Best Film Nominalizare – César Award for Best European Union Film Nominalizare – Goya Award for Best European Film |
| 2003 | The Company                                                    | |
| 2006 | A Prairie Home Companion                                       | Also lansat ca The Last Show Hochi Film Award for Best International Film Nominalizare – Independent Spirit Award for Best Director Nominalizare – Bodil Award for Best American Film |